# Манли Хот Спрингс (Аљаска)
Манли Хот Спрингс (енгл. Manley Hot Springs) насељено је место без административног статуса у америчкој савезној држави Аљаска.

## Демографија
По попису из 2010. године број становника је 89, што је 17 (23,6%) становника више него 2000. године.
| Група             | 2000.      | 2010.      |
| Белци             | 53 (73,6%) | 57 (64,0%) |
| Афроамериканци    | 0 (0,0%)   | 0 (0,0%)   |
| Азијати           | 0 (0,0%)   | 0 (0,0%)   |
| Хиспаноамериканци | 0 (0,0%)   | 6 (6,7%)   |
| Укупно            | 72         | 89         |